# فلش (شخصیت دی‌سی)
فلش (به انگلیسی: The Flash) به معنی صاعقه، عنوان چندین شخصیت خیالی ابرقهرمان در کتاب‌های کامیک آمریکایی منتشر شده توسط دی‌سی کامیکس است. نخستین شخصیت فلش توسط نویسنده گاردنر فاکس و طراح هری لمپرت خلق شده است که برای اولین بار در شمارهٔ ۱ از مجموعه کمیک‌های فلش (ژانویه ۱۹۴۰) معرفی شد. تمام تجسم‌های این شخصیت دارای توانایی‌هایی نظیر انجام حرکات با سرعت بسیار بالا، تفکر فوق‌العاده سریع، عکس‌العمل‌های ابرانسانی و نقض قوانین فیزیک می‌باشند.
اولین فلش با نام جی گریک ورزشکار دانشگاه (۱۹۴۰–۱۹۵۱ و ۱۹۶۱ تا کنون) بوده است. همچنین در سال ۱۹۵۶ نیز بری آلن به فلش تبدیل شد و توانست از نیروهای فرا انسانی استفاده کند. از دیگر کسانی که چنین قدرتی دارند می‌توان به والی وست و بارت آلن اشاره کرد که هردو به نام بچه فلش شناخته می‌شوند.

## پیشینه شخصیت‌ها

### جی گریک
او که یک دانشجو در سال ۱۹۳۸ بود. در آزمایشگاه بر اثر استنشاق بخار آب سنگین به خواب می‌رود و هنگام بیدار شدن متوجه می‌شود که می‌تواند با سرعت زیاد بدود و به سرعت عکس‌العمل نشان دهد. او پس از یک دوره کوتاه در تیم فوتبال بودن، تصمیم گرفت به جنگ با جنایات برود. به همین دلیل لباسی قرمز با نقش صاعقه و یک کلاه فلزی پوشید و با چنین ظاهری کارش را ادامه داد. او بدون استفاده از هر گونه ماسکی خودش ناشناس می‌کرده است. هنگام عکس برداری‌ها و در جمع‌های عمومی با لرزش سریع صورت خود، باعث می‌شد که تمام عکس‌هایی که از او گرفته می‌شود، تار بیفتد.

### بری آلن
بری آلن تحلیلگر صحنه جرمی است که همه به خاطر سرعت کم و دیر رسیدن سر قرارهایش از او انتقاد می‌کنند. روزی در حال کار، صاعقه‌ای به شیشه مواد شیمیایی می‌خورد و مواد داخل آن روی او می‌ریزد و پس از آن همان قدرت‌های جی گریک را می‌گیرد. او لباس‌هایش را در حلقه‌ای مخصوص برای استفاده ساده‌تر فشرده می‌کند.
الن در سال ۱۹۸۵ خود را فدا می‌کند تا دنیا حفظ شود. به مدت ۲۰ سال مردم خیال می‌کردند که او مرده است اما در سال ۲۰۰۹ در Flash: Rebirth به دنیا برمی‌گردد و در جریان ماجراهای جدید قرار می‌گیرد.
بری آلن در سال ۲۰۱۴ توسط بازیگر آمریکایی گرنت گاستین در مجموعهٔ تلویزیونی فلش و در لیگ عدالت زک اسنایدر توسط ازرا میلر بازی شده است.

### والی وست
والی برادر زاده آیریس، همسر بری آلن است. او در حین بازدید از آزمایشگاهی که بری الن در ان مشغول به کار بود طی حادثه ای با برخورد صاعقه (همانند حادثه‌ای که برای الن پیش آمده بود) باعث می‌شود تبدیل به اسپیدستر یا تیزرو شده و قدرتی همانند قدرت بری آلن را بگیرد. پس از آن به عنوان جنگنده با جنایات همراه بری کار می‌کند و به بچه فلش معروف می‌شود.
او همچنین همسر روزنامه‌نگار سنترال‌سیتی، لیندا پارک است.

### بارت آلن
بارت آلن نوه بری آلن و آیریس است و دارای مشکل رشد سریع بوده؛ لذا برای ایجاد رشد نرمال او را در ماشین واقعیت مجازی نگهداری می‌کردند. تا اینکه آیریس او را به زمان والی وست برده تا شاید او بتواند کمکش کند. با کمک والی، بارت به رشد عادی برگشته و به impulse (ضربان) معروف می‌شود. بعد از چند سال او هم لباس بچه فلش را می‌پوشد.
بارت در Flash: Rebirth به گذشته برگشته و نقش بزرگی را بازی می‌کند.

## دشمن‌های فلش

### ایوبارد ثاون
ایوبارد ثاون یا فلش معکوس یک مسافر آینده است که برای شکست دادن بری آلن در زمان عقب می‌رود ولی چون ناکام می‌ماند مادر او را می‌کشد تا شاید بتواند کاری کند که فلش هیچ‌گاه به دنیا نیاید اما دیگر دیر شده بود چون فلش به دنیا آمده بود و همین قتل زمینه‌ساز فلش شدنش می‌شود.

### ساویتار
ساویتار اولین تندروی تاریخ بود و صاحب فرقه ای بود که او را به عنوان خدای سرعت می پرستیدن. او در دهه ۴۰ میلادی با مرکوری مکس مبارزه کرد تا وقتی که مرکوری او را در اسپید فورس گیر انداخت و او مدت‌ها مرده به‌شمار می‌رفت و بعد که در زمان حال از اسپیدفورس بیرون آمد سعی کرد تا والی وست را به چالش بکشد و سرعت او را بدزدد اما نتوانست و او دوباره در اسپیدفورس گیر افتاد و بعد از آزاد شدن مجددش فلش را به چالش کشید تا فلش او را تا ابد زندانی اسپیدفورس کرد.
در بعضی داستان‌ها نیز ساویتار نسخه کپی بری آلن (فلش) معرفی شده که در هنگام مبارزه با یکی از دشمنانش به درون اسپید فورس می اوفتد و برای سال‌ها در آن زندانی می‌شود و وقتی از آنجا نجات پیدا می‌کند به گذشته‌های دور می‌رود و خود را خدای سرعت می‌نامد.

### گراد
گراد یک گوریل بسیار باهوش است که می‌تواند مغزها را کنترل کند. بعد از شکست خوردن از فلش او به آفریقا فرستاده شد، ولی بعد با لشکر گوریل‌های باهوش دوباره به فلش حمله کرد. گراد سعی داشت تا یک زندگی در بین مردم داشته باشد.

### کاپیتان کلد
کاپیتان کلد (لئونارد اسنارت) از قدیمی‌ترین دشمن‌های فلش محسوب می‌شود که شاید او را از بتوان از نظر قدرت با مستر فریز از دشمنان قدیمی بتمن مقایسه کرد، اما او نشان داده که حیله‌گرتر از مستر فریز است.